# Ройзенман, Борис Анисимович
Борис Анисимович Ройзенман (Исаак Аншелевич) (1878—6 декабря 1938) — революционер, участник Первой мировой войны. Участник 6-го съезда и съезда военных организаций РСДРП(б) и с XIII (по данным БСЭ с XII) по XVII съезд партии. После революции на работе в органах партийного, советского и хозяйственного контроля. Член Президиума ЦКК РКП(б). Награждён орденом Ленина.

## Биография
По национальности еврей. Родился в семье рабочего и начинал как рабочий.
С 1899 года — в революционном движении. В 1902 году вступил в РСДРП. Участвовал в революции 1905—1907 годов на Украине. Вёл партийную работу в Черкассах, Екатеринославе и других местах. Неоднократно подвергался арестам и ссылкам. В 1916 году, будучи мобилизованным в армию, вёл революционную агитацию среди солдат.
В 1917 году, после Февральской революции, входил в состав Екатеринославского совета и губкома РСДРП(б). В июле-августе 1917 года был делегатом VI съезда РСДРП(б) от Екатеринославской губернии (с правом решающего голоса) и съезда военных организаций РСДРП(б).
В декабре 1917 года (январе 1918 года по новому стилю) участвовал в установлении Советской власти в Екатеринославе. В 1918—1919 годах — уполномоченный СНК РСФСР по снабжению 8-й и 9-й армий Южного фронта, уполномоченный Совета Труда и Обороны на Урале. В 1921—1923 годах — на ответственной хозяйственной работе.
С 1923 года — в органах партийного и советского контроля:
- с 25 апреля 1923 по 23 мая 1924 года — кандидат в члены ЦКК РКП(б),
- с 31 мая 1924 по 26 января 1934 года — член ЦКК (со 2 июня 1924 года по 26 января 1934 года — член Президиума ЦКК),
- в 1926—1932 годах — член коллегии Народного комиссариата Рабоче-крестьянской инспекции СССР

В соответствии с решениями XVII съезда ВКП(б) высшие органы хозяйственного контроля при ВКП(б) были переподчинены от ВКП(б) к Совнаркому. ЦКК РКИ и её местные органы были реорганизованы с созданием Комиссии советского контроля при СНК СССР. Б. А. Ройзенман стал членом КСК и заместителем её председателя с её основания, с 11 февраля 1934 года.
В составе КСК была создана 21 группа, соответствующая отраслям хозяйственного и культурного строительства. 11 февраля 1934 года Б. А. Ройзенман был назначен руководителем двух из них: группы внутренней торговли и кооперации, а также группы по строительству.
После революции Б. А. Ройзенман был делегатом XIII, XIV, XV, XVI и XVII съездов партии. Млечин в ЖЗЛ Суслова пишет, что последний "учился у Ройзенмана умению следовать линии партии". 
Умер 6 декабря 1938 года. Урна захоронена в колумбарии Новодевичьего кладбища 9 декабря 1938 года.
По неподтверждённому заявлению А. И. Солженицына якобы расстрелян в 1938 году.

## Награды
- Орден Ленина (№17 - 23 ноября 1930)[8]

## Командировка в Париж и бегство Беседовского
В октябре 1929 года Б. А. Ройзенман был командирован в Париж, где проводил в посольстве СССР ревизию хозяйственной деятельности советских зарубежных хозяйственных организаций. По мемуарному утверждению Б. Г. Бажанова, после беседы Ройзенмана с бывшим членом правления «Амторга» (1925—26), а затем и. о. торгпреда в Японии Б. Г. Беседовским последний бежал из посольства и стал невозвращенцем. Впоследствии, в январе 1930 года на основании материалов проверок хозяйственной деятельности Беседовский был заочно осуждён в СССР к 10 годам за растрату.